# ヨハン・ライデンフロスト
ヨハン・ライデンフロスト（Johann Gottlob Leidenfrost, 1715年11月27日 - 1794年12月2日）は、ドイツの医師、神学者であり、ライデンフロスト効果を解明した。

## 略歴
ヨハン・ライデンフロストは、ドイツ（神聖ローマ帝国）のシュトルベルクで生まれる。ライデンフロストの人生について不明な点が多い。
ギーセン大学で神学の研究を始めたが、すぐに医学に切り替え、ライプツィヒ大学、ハレ大学で学ぶ。
1741年、人体に関する論文を執筆し医学の博士号を授与。その後、第一次シュレージエン戦争で野外医としての職に就く。
1743年、デュースブルク大学の教授職に就く。
1745年、地元デュースブルクの女性、アンナ・コーネリア・カルコフと結婚。7人の子供を授かる。その後、デュイスブルク大学で医学、物理学、化学を教え、医師としての活動も行いながら、大学の学長にも就く。
1756年、プロイセン科学アカデミーの会員になる。生涯で、ライデンフロスト効果を含む70以上の原稿を発表する。
1794年、デュースブルクで亡くなる。